# چارلز اف. مورفی
چارلز اف. مورفی (به انگلیسی: John Edward Lautner) متولد ۱۸۹۰ در جرزی سیتی، معمار آمریکایی قرن بیستم بود.
او را بخاطر طراحی ساختمانهای مقیاس بزرگش در آمریکا می‌شناسند.
او پیرو شیوه معماری شیکاگو بود و در ۱۹۸۵ درگذشت.
او به همراه فضل الرحمن خان،فرودگاه بین‌المللی اوهیر شیکاگو را ساختند.